# Armoiries de la Colombie-Britannique
Les armoiries de la Colombie-Britannique se composent de l'écu et de la devise de la province.

## Histoire
Il a été octroyé par le roi Édouard VII à la Colombie-Britannique le 31 mars 1906.

## Description
L'écu est divisé en deux parties : La partie supérieure représente le drapeau de l'Union chargé d'une couronne antique pour représenter le passé britannique de la province. La partie inférieure montre le soleil se couchant sur la mer, représentant l'emplacement de la province sur l'Océan Pacifique.
La devise « splendor sine occasu », est écrite en latin et signifie « splendeur sans diminution » ou « beauté sans fin ». 
Les armoiries ont été augmentées avec un timbre, des tenants, et une terrasse, concédés par la reine Élisabeth II, le 15 octobre 1987.
Le timbre reprend celui de la reine : un heaume d'or avec la couronne de saint Édouard sur laquelle se dresse un léopard d'or, debout sur ses quatre pattes et portant même la couronne. Autour du cou, il a une guirlande de cornus pacifique, la fleur provinciale. Le heaume est entouré de ses lambrequins de gueules doublés d'argent, avec le tortil assorti. 
Sous l'écu, on retrouve aussi la cornus pacifique, associé à la devise latine. 
Les tenants sont un wapiti et un mouflon canadien. Le wapiti de l'île de Vancouver et le mouflon canadien de la partie continentale de la province symbolisent l'union des deux colonies s'unissant pour former la Colombie-Britannique en 1866.